# St David's
St. Davids ali St. David's  (valižansko Tyddewi, dobesedno Davidova hiša) je mesto in lokalna skupnost  (polno ime St David's and Cathedral Close) v Pembrokeshiru, Wales. Leži na reki Alun na polotoku St. David's in je britansko najmanjše mesto po velikosti in številu prebivalcev. Je zadnje počivališče svetega Davida, valižanskega zavetnika in dejansko cerkveno glavno mesto Walesa. St. David's je dobil status mesta v 16. stoletju zaradi stolnice, vendar ga je izgubil leta 1888. Ponovno ga je dobil leta 1994 na ukaz britanske kraljice Elizabete II.

## Zgodovina
Običajno je navedeno, da se je David rodil sveti Noni približno leta 500. Nekoliko južno od mesta je zdaj St. Non's. Krščen naj bi bil v Porthclaisu, danes pristaniško mesto, in je živel z materjo v Llanonu. Izobraževal se je v Ty Gwyni, Whitesands, pri sv. Pavlinu (Paul Aurelian, Valižan, puščavnik in učitelj, ki so ga častili kot svetnika v Carmarthenshiru).
V 6. stoletju je David ustanovil samostan in cerkev v Glyn Rhosynu (Rose Vale) na bregovih reke Alun. Območje je bilo prvotno znano v valižanskem jeziku kot Mynyw in rimsko kot Meneva ali Menevia. Samostanska skupnost je bila zelo stroga – poleg molitve in darovanja maš so obdelovali zemljo in se ukvarjali s številnimi obrtmi in čebelarstvom, da bi sebe, številne romarje, popotnike prenočili in nahranili. Skrbeli so za uboge, jih hranili in oblekli.  Naselbina, ki je zrasla okoli samostana, se je imenovala Tyddewi, kar pomeni "Davidova hiša". Leta 519 je bila nadškofija Caerleon v okrožju Monmouth prenesena v Mynyw in se je preimenovala v St. David's v čast nadškofa in svetnika.  Prvotna stolnica je bila velikokrat oropana. Nazadnje so jo oropali Vikingi, ki so jo konec leta 1087 zažgali in uničili. Današnjo stolnico so zgradili Normandijci in ima številne ostanke, tudi ostanke svetega Davida. Obiskali so jo številni romarji,  mnogi plemiči in kralji, tudi Viljem Osvajalec leta 1077, Henrik II. leta 1171, Edvard I. in kraljica Eleanora leta 1284. Papež Kalist II. je odredil, da sta bili dve romanji v St. David's enakovredni enemu v Rim ( Roma semel  quantum dat bis Menevia tantum). Zaradi tega se je v srednjem veku zaradi obiska mnogih romarjev zelo dvignil dohodek.  Romanja so bila pozneje v nemilosti zaradi prodajanja odpustkov in dohodek je zbledel.
Do 19. stoletja je bilo mesto St. David's osamljeno in zanemarjeno. V Penny Cyclopaedii piše:
Trenuten videz kaže revno vas, hiše, razen hiš duhovnikov, so v pogubnem stanju. Kraj je osamljen, sosednje okrožje je divje in neopremljeno; vendar je še vedno zanimiv kot sedež velikega škofa z lepo stolnico in ostanki drugih čudovitih verskih zgradb.
Od takrat sta boljši prevoz in turizem oživela mesto.

## Status mesta
V 16. stoletju je angleška krona kraju priznala status mesta, ker je imel škofijsko stolnico, vendar je bil ta status ukinjen leta 1888 in St. David's je izgubil pravico, da bi se imenoval mesto. Leta 1991 je mestni svet St. David'sa predlagal ponovno pridobitev statusa mesta, kar bi bilo treba spodbuditi v povezavi s 40. obletnico kronanja kraljice Elizabete II. Leta 1992 je Ministrstvo za notranje zadeve predalo zadevo Buckinghamski palači. Leta 1994 je na ukaz kraljice St. David's znova dobil status mesta skupaj z irskim mestom Armagh "ob priznavanju njune pomembne krščanske dediščine in njunega statusa mesta v prejšnjem stoletju". Patent statusa mesta je kraljica uradno predstavila na slovesnosti v stolnici svetega Davida 1. junija 1995.

## Uprava
Mestni svet sestavlja 12 svetnikov.  Mestni svet vodita najstarejši uradnik in finančni direktor. Zdaj je izvoljen predsedujoči uradnik župan St. David'sa Cllr John George. [ 9] Sir David Jones Fachelich je bil pred kratkim predstavljen z mestnim ključem.

## St. David's danes
Poleg stolnice je škofovska palača iz 13. stoletja v ruševinah, ki jo vzdržuje Cadw in je odprta za obiskovalce. Včasih je bil St. David's valižanska marka v okraju (hundred) Dewisland. Leta 1603 ga je zgodovinar George Owen opisal kot eno od petih pembrokeshirskih okrožij, ki ga je nadzoroval pristaniški upravnik (portreeve). 
Sveti Non's Well skrbi za pešpot Pembrokeshire Coast Path in St. Brides Bay.
Poleg stolnice so pomembne značilnosti mesta stolpna vrata iz 14. stoletja, keltski stari križ in številne umetnostne galerije. St. David's je tudi izhodišče za sprehode in vodne športe. Ima več hotelov, lekarno, trgovine in galerije, mladinski hotel in številne gostilne. Celotna obala okoli St. David'sa je del Obalnega narodnega parka Pembrokeshire.
Reševalna obalna postaja mesta, ki je v St. Justinijanu, je rešila približno 360 ljudi, saj je bila prva reševalna postaja, ustanovljena že leta 1869. Štirje reševalci so umrli, ko so reševali druge.  Območje Irskega morja ima veliko čeri in otokov in je znano po močnem plimovanju. 

## Pomembni ljudje
- Asser, mentor kralja Alfreda Velikega, in pisec njegove biografije, je bil menih v St. David'su, preden je bil v njegovi službi,
- William Barlow, strokovnjak za magnetizem in anglikanski duhovnik, se je rodil v St. David'su med mandatom svojega očeta Williama Barlowa, ki je bil škof (1536–48),
- Henry Hicks (1837–1899), ugleden kirurg in geolog, je bil rojen v St. David'su in je tam deloval od leta 1862 do leta 1871,
- Thomas Tomkins (1572–1656), ugleden angleški glasbenik in skladatelj, se je rodil v St. David'su.

## Pobratena mesta
St. David's je pobraten z mesti: 
- Naas, Irska
- Orléat,  Francija
- Matsieng, Lesoto